# دهستان کلان
دهستان کلان نام دهستانی در بخش زرنه شهرستان ایوان، استان ایلام در ایران است. براساس سرشماری مرکز آمار ایران در سال ۱۳۸۵، جمعیت آن ۳۸۳۵ نفر (۷۸۳ خانوار) بوده‌است.